# BtoBマーケティング
BtoBマーケティング (英: business-to-business marketing)とは、BtoB（企業間取引）におけるマーケティング業務全般のことである。BtoBはB2Bと書くこともある。
一般消費者の購入を促す業務（BtoCマーケティング、business-to-consumer marketing）とは異なり、BtoBマーケティングの場合多くは、効率的な営業活動を行うための見込み顧客を獲得することを目的とする。
BtoBマーケティングは、売り上げ拡大の重要な役割を担うが、マーケティング業務のみで売り上げ拡大に繋がることは少なく、多くの場合営業活動とセットで行うことが望ましいとされる。見込み客獲得までのマーケティング業績評価指標達成を目的とする狭義の意味で使われる場合と、それに加えて企業内の組織を繋ぎ、経営全体をサポートする広義の意味で使われる場合がある。

## 起源と台頭の背景
マーケティングの歴史は、商取引や商業の歴史と比べると比較的浅い。マイケル・モリス、レイランド・ピット、アール・ドワイト・ハニーカットによると、BtoBマーケティングは消費者向けマーケティングに後れを取っていたと指摘する。当初は、商品・サービス提供者は、マスメディアや小売チャネルを通じて世帯に直接販売していた。ジクリン・スクール・オブ・ビジネスのマーケティング教授であるデビッド・リクテンタールは、BtoBマーケティングは19世紀半ばからが存在してきたことを研究で指摘しているが、同時にその大部分は、過去25年間の間に確立したと付け加えている。
歴史的には、マーケティングの中で消費者向けマーケティングと産業マーケティング (industrial marketing) が分離された後、1980年代に産業マーケティングに対してビジネスマーケティングという用語が使われるようになり、そこから10年以内にビジネスマーケティングという用語は産業マーケティングという用語をほぼ置き換えた。1990年代後半までに、BtoBマーケティングという用語が広く普及した。
消費者向けマーケティングが優位な状況は1970年中頃から後半にかけて変化し始めた。BtoBマーケティング誌やビジネス&インダストリアルマーケティングジャーナルなどの学術雑誌が定期的に刊行され、研究成果が発行されている。BtoBマーケティングに関するカンファレンスも、毎年のように開催されており、多くの大学で専攻することが可能となっている。ジェレミー・コウルディによると、マーケティング専攻の半数以上が消費者向けマーケティングではなくBtoBマーケティングを専攻しているという。
最近のBtoBマーケティングの台頭には以下の背景がある。

### 顧客の行動変化
買い手が情報収集をする際、製品・サービス提供者に連絡し、何社か営業を呼び新たな情報を獲得し、そこから自社の課題に合ったベンダーを選別するという流れが一般的な商習慣であったがインターネットが普及して顧客が大量の情報にアクセスできるようになったことで、顧客側の情報収集行動に変化が起きている。
「(BtoBビジネスにおいて)サプライヤーの販売員に接触して直接のアドバイスをもらう前に、顧客は平均で購買プロセスの57%まで進んでいる。」という調査データからわかるように営業担当への初回接触時には、顧客側である程度の情報を持っており一定の選別も完了している。
Webで検索することに抵抗がなく、情報を取捨選択できる顧客側の担当者が増えたことで企業サイトや製品サイトを確認後、一定のサービス内容や金額感を把握し、自社課題の解決可能性が高いサービスへと問い合わせをしている。言い換えると、Webサイトがひとりでに営業活動をしている状態が、より近くなってきていると言える。

### 労働集約モデルの限界
商談の起点は「タイミング」である。営業職を増やし顧客側へ通う頻度を増やすことがタイミングを逃さない解決策であった。2000年までは日本で468万人の営業職がいたが、2015年までに336万人に減少している。また、2020年7月現在の営業職の有効求人倍率も1.5倍を超えている。
以上のことから、営業職を簡単に採用しづらい、ということがわかる。タイミングを逃さないために人を増やす、という解決策は通じなくなってきている。人を増やす以外の解決策として、顧客の行動変化からもWebサイトで見込み顧客のタイミングを逃さない、という手法が注目されるようになった。

## BtoCマーケティングとの相違点
BtoCマーケティングとの相違点は主に以下の6項目である。

### 対象顧客
BtoC：主に個人
BtoB：法人や団体など

### 利用者
BtoC：多くの場合購買者と同じ
BtoB：購買者と同じとは限らない

### 検討期間
BtoC：短期間
BtoB：長期間

### 購買の際に重視される点
BtoC：ブランドや付加価値など
BtoB：機能や実績など

### 商材
BtoC：完成品などの消費財
BtoB：生産材や資本材

### 態度変容
BtoC：喜怒哀楽
BtoB：企業への信頼

## 狭義の意味でのBtoBマーケティング
マーケティング部門が行なっている、見込み客獲得までのマーケティング業績評価指標達成を目的とする施策全般を指す。主な施策はサイトへの集客をする施策と集客したターゲットのアクションを促す施策の2種類であり、施策のコンバージョンレート(CVR)を向上させていく。それぞれの中で主な施策が下記である。

### 集客施策

#### 広告
リスティング広告、ディスプレイ広告、SNS広告、などの種類があり、獲得したいターゲットによって種類の選別が必要。近年では、広告の料金体系やターゲティングの種類も様々な商品が登場しており、運用型広告、クリック報酬型広告、行動ターゲティング広告、コンテンツ連動型広告など、目的に応じて使い分ける。

#### SEO対策
Google、Yahoo!などで特定の単語が検索された際に上位に表示されるよう、サイトの構造やコンテンツの充実などを工夫することで検索エンジン最適化(SEO)対策を行う。

#### ハウスリスト活用
営業が名刺交換をした人や、過去に商談実績のある人、または既存顧客などのメールアドレスへ情報発信することにより自社サイトへ誘導し、興味を持ってもらう施策。

### コンバージョンレート向上施策

#### CTA設計
CTA (call to action) は、自社サイトを訪れたユーザーに、何かしらの行動を起こしてもらうための要素。BtoBの場合。CTAとしてよく使われるのは、資料請求、問い合わせ、メルマガ登録、無料デモアカウント発行、セミナー参加の5種類。サイトへ集客した見込み顧客の検討意欲の高低により、設置するCTAの種類を工夫する必要がある。

#### 導入事例の拡充
BtoBサイトの場合、キラーコンテンツと呼ばれる。サービスを導入した企業の情報や得られた成果などをコンテンツにすることが多い。具体的なイメージと信頼感を醸成できる。

## 広義の意味でのBtoBマーケティング
マーケティング業績評価指標達成を目的とする狭義の意味に加えて、マーケティング部門に期待されている、企業内の組織を繋ぎ、経営全体をサポートところまでを指す。マーケティングと営業の連携で売り上げを最大化することを指すこともある。